# کروزیا
کروزیا (به ایتالیایی: Crosia) یک کومونه در ایتالیا است که در استان کزنتزا واقع شده‌است.

## خصوصیات
کروزیا ۲۱٫۴۳ کیلومترمربع مساحت و ۸٬۶۵۵ نفر جمعیت دارد.